# فرودگاه وله‌مونت
فرودگاه وله‌مونت (به انگلیسی: Valemount Airport) یک فرودگاه همگانی است که یک باند فرود آسفالت دارد و طول باند آن ۱۱۹۸ متر است. این فرودگاه در کشور کانادا قرار دارد و در ارتفاع ۷۹۷ متری از سطح دریا واقع شده است.